# Kathedrale von Albacete

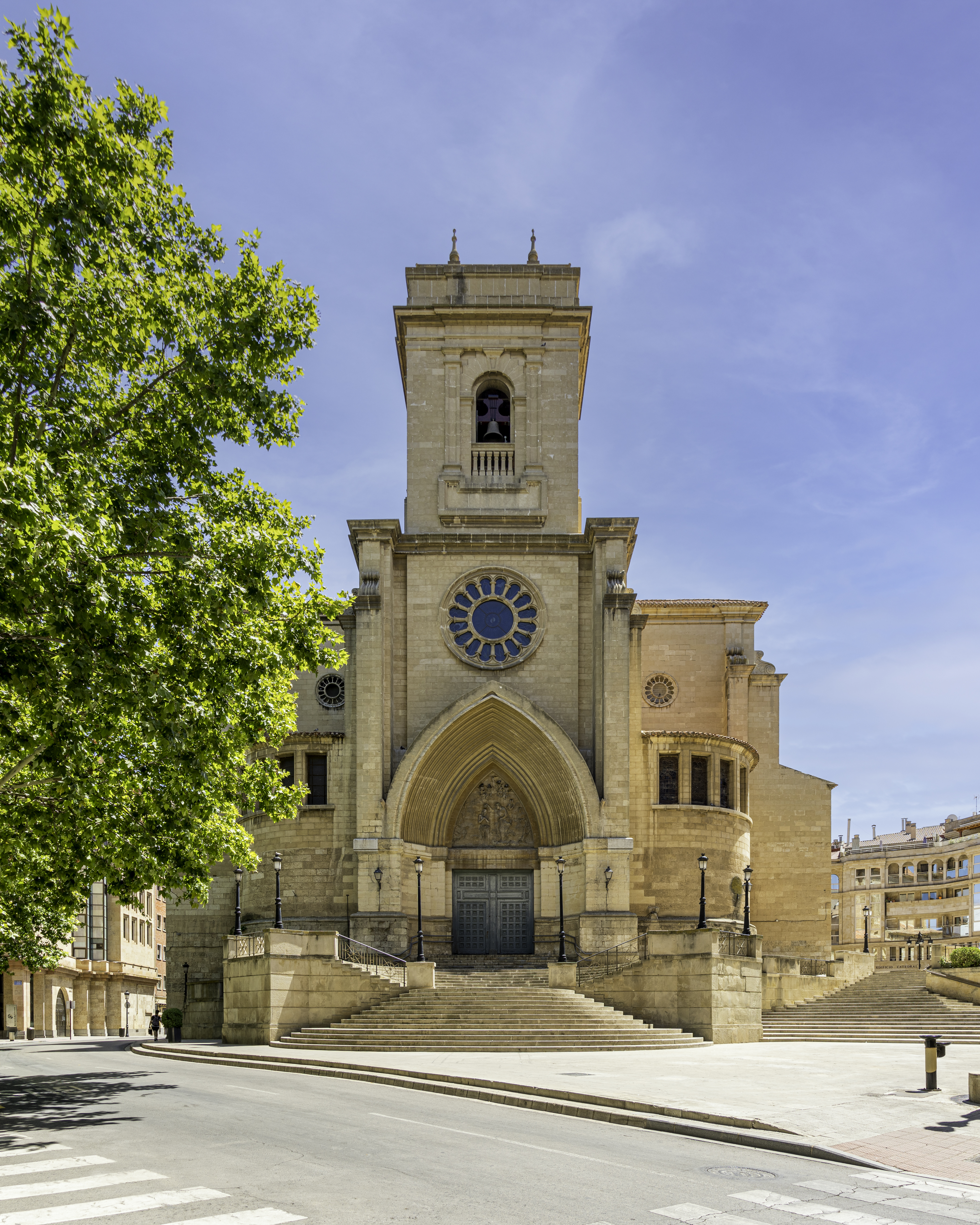
Kathedrale von Albacete

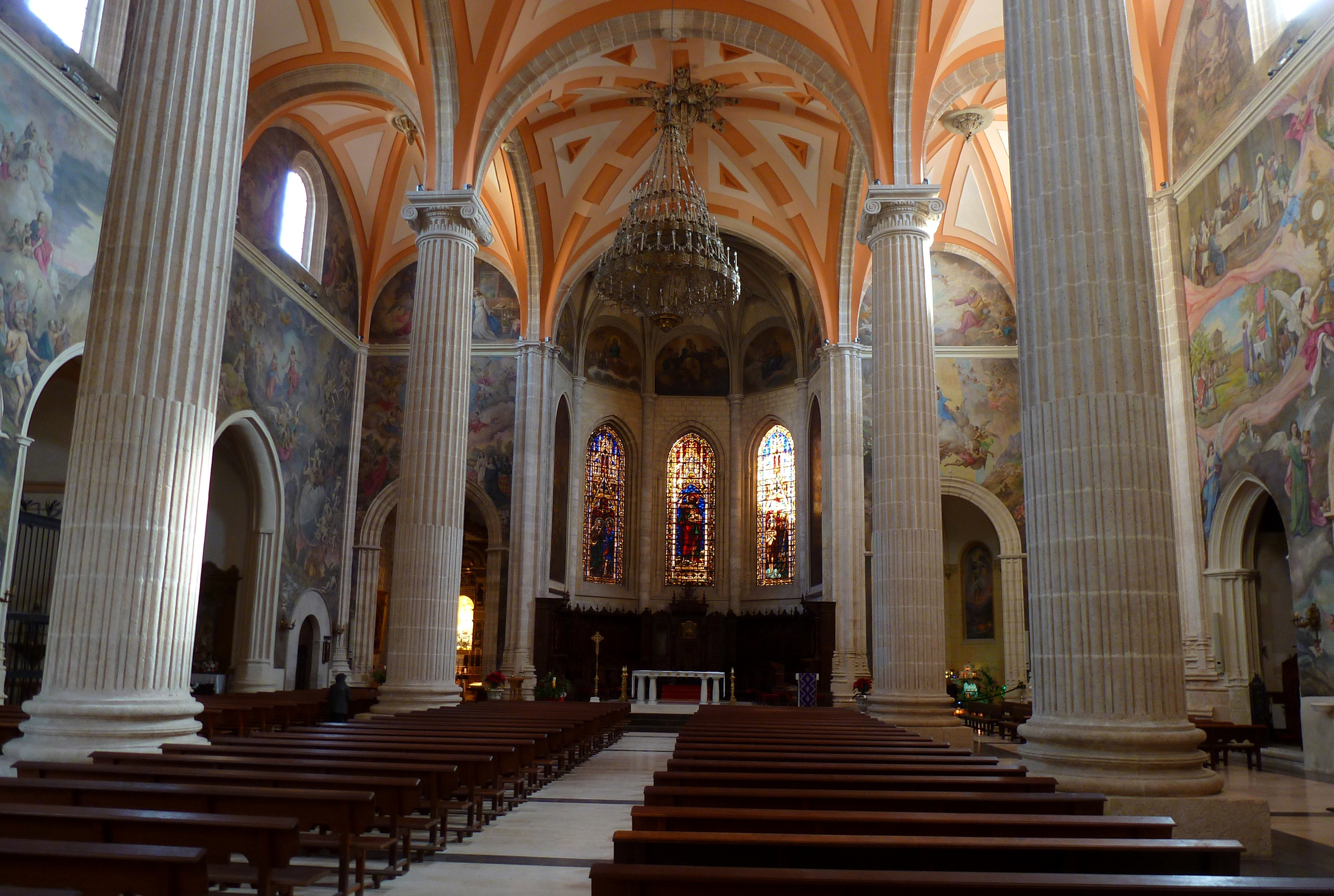
Langhaus und Chor

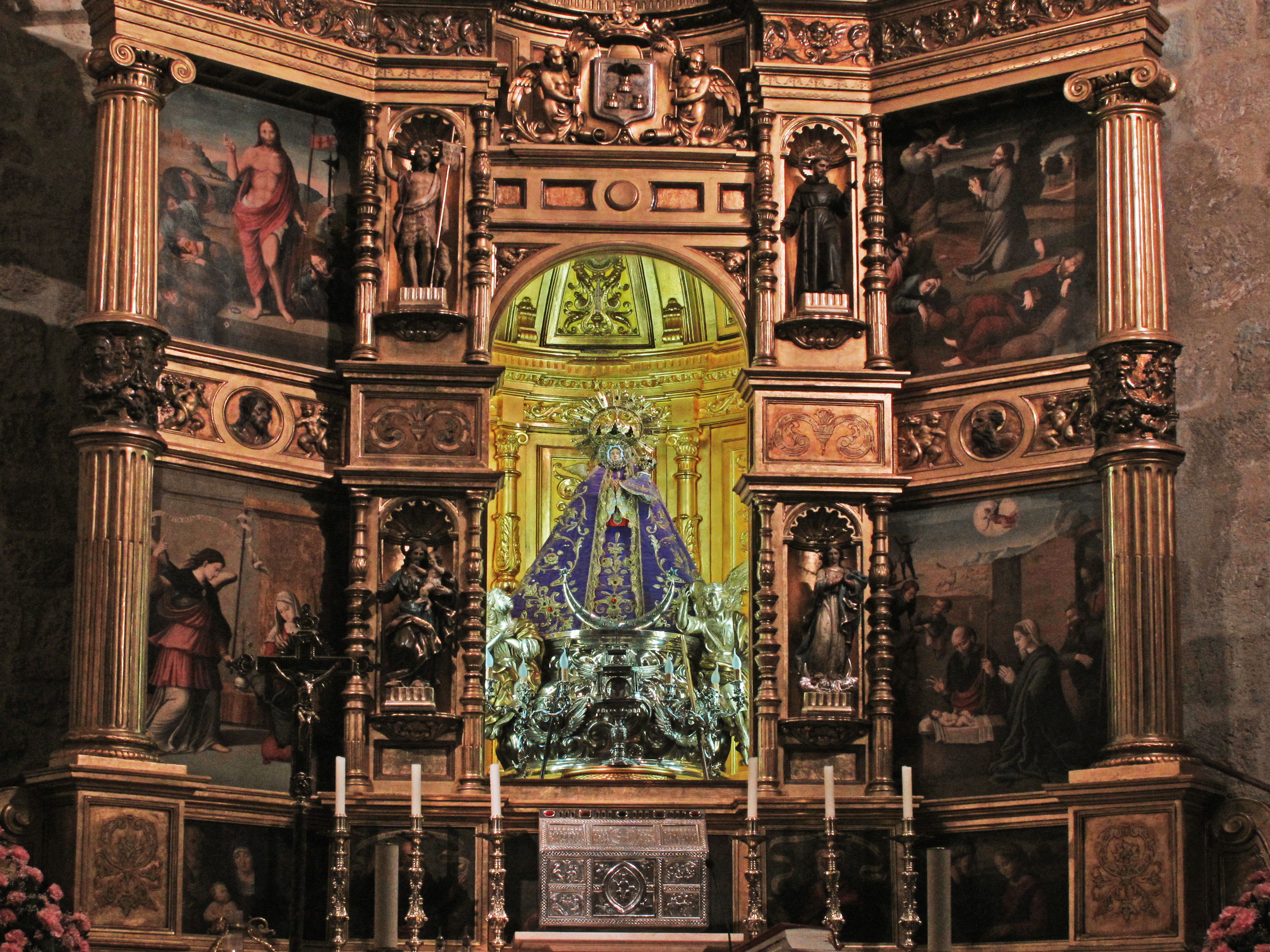
Altar der Virgen de los Llanos, der Schutzpatronin der Stadt, in der Apsis des nördlichen Seitenschiffs

Die unter dem Patrozinium Johannes des Täufers (spanisch San Juan Bautista) stehende Kathedrale von Albacete ist der Sitz des erst am 2. November 1949 gegründeten Bistums Albacete in Spanien. Sie wurde im Jahr 1982 als Kulturgut (Bien de Interés Cultural) eingestuft.

## Geschichte
Gegen Ende des 13. Jahrhunderts gab es an gleicher Stelle eine kleine, Johannes dem Täufer geweihte Mudéjar-Kirche. Diese wurde im Zuge der im Jahr 1515 begonnenen Bauarbeiten an der heutigen Kirche abgerissen. Diese war jedoch bereits nach ca. 20 Jahren in einem nahezu baufälligen Zustand und so wurde der aus Burgos stammende und bereits zur damaligen Zeit berühmte Architekt Diego de Siloé († 1563) als Ratgeber berufen, der die gotischen Säulen und Gewölbe abreißen ließ; sie wurden bis zum Jahr 1690 durch die heutigen ersetzt.

## Architektur
Der sowohl von den Baustilen der Gotik und der Renaissance beeinflusste Bau ist dreischiffig – jedoch ohne Querschiff – und verfügt über acht Seitenkapellen auf quadratischem Grundriss. Die ca. 13,60 m hohen und mit Kanneluren und ionischen Kapitellen versehenen Säulen entsprechen dem Geschmack der Zeit; die Gewölbe aller drei in Apsiden endenden Schiffe liegen auf annähernd gleicher Höhe („Hallenkirche“). Die Fenster schließen in einfachen Rundbögen und haben kein Maßwerk.
Die im Jahr 1917 begonnene Fassade mit ihrem neogotischen Portal, ihren seitlichen Emporen und dem klassizistisch wirkenden Glockenturm (campanario) wurde erst im Jahr 1949 vollendet. Das neoromanische Südportal stammt aus dem Jahr 1960.

## Ausstattung
Während des Spanischen Bürgerkriegs (1936–1939) verlor die Kirche einen Großteil ihrer Ausstattung, darunter auch den barocken Hauptaltar; die Glocken wurden demontiert und eingeschmolzen. In der nördlichen Apsis blieb jedoch der Altar der auf einer Mondsichel stehenden Virgen de los Llanos, der Schutzpatronin der Stadt, erhalten. Der Maler Casimiro Escribá schuf in den Jahren 1958 bis 1962 einen ca. 1000 m² großen Leinwand-Bilderzyklus; dieser enthält Szenen aus dem Alten und Neuen Testament aber auch andere religiöse Themen.